# تنشيط الخلية البيضية
تنشيط الخلية البيضية (أوالبويضة أو البيضة) هي سلسلة من العمليات التي تحدث في الخلية البيضية أثناء التخصيب. فدخول الحيوانات المنوية يؤدي إلى إفراز الكالسيوم في الخلية البيضية. ويعتقد أن هذا يحدث في الثدييات بفعل إدخال إنزيم فُسْفُولِيباز بشكله الجديد فُسْفُولِيباز زيتا من سيتوبلازما الحيوانات المنوية، على الرغم من أن هذا الأمر لم يثبت بشكل حاسم. وتتضمن عملية تنشيط البويضة المراحل التالية:
- رد فعل قشري لمنع الخلايا المنوية الأخرى.
- تنشيط أيض البويضة
- إعادة تنشيط الانقسام الاختزالي
- تركيبة الحمض النووي

## استثارة الحيوانات المنوية لتنشيط البويضة
قد تؤدي الحيوانات المنوية إلى تنشيط البويضة من خلال التفاعل بين بروتين الحيوانات المنوية والمستقبل السطحي للبويضة. ومن الممكن أن يتم تنشيط المستقبل من خلال رباط الحيوانات المنوية والذي ينشط إنزيم تيروزين كيناز والذي بدوره ينشط إنزيم فُسْفُولِيباز (إنزيم فُسْفُولِيباز). وقد تم اكتشاف أن النظام الإشاري لمركب إينوزيتول عبارة عن ممر في عملية تنشيط البويضة. يتم إنتاج الإينوسيتول ثلاثي الفسفات3 و ثنائي الغليسيريد من خلال انقسام نواة البويضة2 بواسطة إنزيم فُسْفُولِيباز. ومع ذلك فهناك فرضية أخرى تقول إن مكون الحيوانات المنوية القابل للذوبان ينتشر من الحيوانات المنوية في العصارة الخلوية للبويضة فور اندماج الخلية البيضية مع الحيوانات المنوية. من الممكن أن تؤدي نتائج هذا التفاعل إلى تنشيط ممر التحويل الإشاري الذي يستخدم الموصلات الثانية. الشكل الجديد لأيزو إنزيم فُسْفُولِيباز فُسْفُولِيباز زايتا (PLCζ) هو المعادل لمكون الحيوان المنوي لدى الثدييات. وأظهرت أحدث الدراسات أن الحيوانات المنوية لدى الثدييات تحتوي على فُسْفُولِيباز زايتا والذي يمكن أن يبدأ سلسلة من الإشارات المتلاحقة.

## المنع السريع والبطيء لتعدد الإمناء
تعدد الإمناء هي الحالة التي تندمج فيها العديد من الحيوانات المنوية مع بويضة واحدة. مما يؤدي إلى استنساخ المواد الوراثية. يحدث منع تعدد الأمناء في حالة قنفذ البحر من آليتين: هما المنع السريع والمنع البطيء. المنع السريع يقصد به المنع الكهربائي لتَعَدُّدُ الإِمْنَاء، والجهد المتبقي للبويضة هو 70 مللي فولت. وبعد أن يحدث الالتقاء مع الحيوان المنوي، يؤدي تدفق أيونات الصوديوم إلى زيادة الجهد إلى ما يزيد عن 20 مللي فولت. والمنع البطيء يتم من خلال آلية بيوكيميائية تنطلق بواسطة موجة من زيادة الكالسيوم. حيث إن زيادة الكالسيوم ضرورية وكافية لإطلاق المنع البطيء. في رد الفعل القشري والحبيبة القشرية الموجودة مباشرة أسفل غشاء البلازما والتي تنطلق في المساحة ما بين غشاء البلازما والغشاء المحي (الحيز المحيط بالمح). تؤدي الزيادة في الكالسيوم إلى هذا الإطلاق. وتتضمن محتويات الحبيبات أنزيمات بروتينية وعديدات السكاريد المخاطية وهيالين وبيروكسيداز. تعمل الأنزيمات البروتينية على تقسيم الجسور التي تربط ما بين غشاء البلازما وغشاء المحي وتقسم بروتين بيندين ليطلق الحيوانات المنوية. وتجذب عديدات السكاريد المخاطية الماء لتزيد من الغشاء المحي. تشكل الهيالين طبقة ملاصقة لغشاء البلازما والبيروكسيداز عبر ربط البروتين في الغشاء المحي ليتصلب معها ويجعلها غير قابلة للاختراق من الحيوانات المنوية. ويتحول الغشاء المحي من خلال هذه الجزيئات إلى غشاء التخصيب أو غلاف التخصيب. رد الفعل المنطقي في الفئران هو النظير لرد الفعل القشري في قنفد البحر. والسكريات الطرفية من المنطقة الشفافة الثالثة تنقسم لتطلق الحيوانات المنوية لتمنع تكون غلاف جديد.

## إعادة تنشيط الانقسام الاختزالي
توقفت دورة اختزالي للخلية البيضية في الطور التالي (في انْقِسامِ الخَلِيَّة) للانقسام الاختزالي الثاني. حيث يؤدي انطلاق الكالسيوم إلى إعادة تنشيط الدورة. مما يؤدي إلى إنتاج وقذف الجسم القطبي الثاني 

## تركيبة الحمض النووي
تبدأ تركيبة الحمض النووي بعد أربع ساعات من اندماج الحيوان المنوي مع البويضة . وتنتقل نوايا الذكر والأنثى إلى البويضة ويبدأ الغشاء في التحلل. ويستبدل بروتامين الذكر بالهيستون وتبدأ عملية إزالة الميثان في الحمض النووي الذكري. ثم تتوجه الكروموسومات إلى المرحلة التالية من عمود الدوران للانقسام الاختزالي. هذه التوليفة من اثنين من المجينات تسمى اِعْتِرَاس.
ويشكل الحيوان المنوي طَليعَةُ النَّواة والجسم المركزي للبويضة. وبالنسبة لمعظم المكونات الأخرى والعضيات الخلوية، فإنها تتحلل سريعا. ثم تتلف المتقدرة بسرعة. وتتسم نظرية الأكسدة بأنها نظرية تحبذ تدمير المتقدرة الخاصة بالأب أثناء التطور، لأنه يوجد احتمال كبير أن الحمض النووي للمقتدرة قد أصبح متحورًا أو تالفًا. ويرجع ذلك إلى أن الحمض النووي غير محمي بالهيستونات وبه آليات إصلاح ضعيفة. ونظراً للنشاط الأيضي المتزايد للحيوانات المنوية مقارنة بالبويضة، وبسبب قدرتها على الحركة، يوجد إنتاج كبير من أنواع الأكسجين التفاعلية ولذا توجد فرصة كبيرة للتحور وعلاوة على ذلك تتعرض الحيوانات المنوية لأنواع الأكسجين التفاعلية من خلايا الدم البيضاء في البربخ أثناء النقل. علاوةً على ذلك، فإن جودة التحكم في النطفة أسوأ بكثير من البويضة لأن العديد من الحيوانات المنوية تنطلق بينما ينتج كيس واحد فقط قوي كل دورة شهرية. ويساعد هذا الاختيار التنافسي على ضمان اختيار أفضل بويضة مناسبة لعملية التخصيب.

## التنشيط الاصطناعي للبويضة
قد يحدث تنشيط الخلية البيضية بشكل اصطناعي عن طريق الكالسيوم حامل الأيون وهو شيء ما يعتقد أنه مفيد في حالة فشل التخصيب على سبيل المثال، ولكن هذا الأمر لازال يحدث في (1-5)% من دورات الحقن المنوي الهيولي (ICSI) 